# Alejandro Domínguez
Alejandro Domínguez Escoto (9 de febrer de 1961) és un exfutbolista mexicà.

## Selecció de Mèxic
Va formar part de l'equip mexicà a la Copa del Món de 1986.